# Blick in Griechenlands Blüte

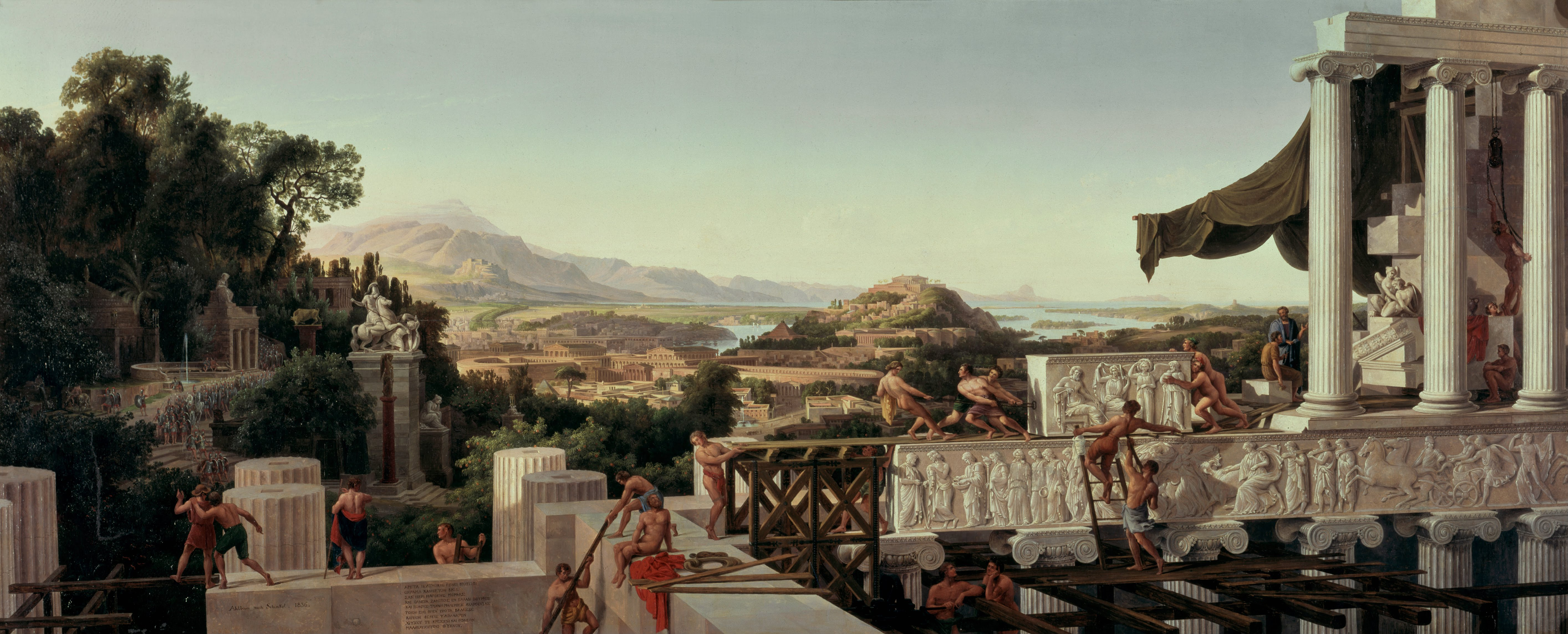
Blick in Griechenlands Blüte, Gemälde von Wilhelm Ahlborn nach Schinkels Original

Blick in Griechenlands Blüte ist der Titel eines Gemäldes von Karl Friedrich Schinkel, das er vor seiner Italienreise 1824 begonnen hatte und im Mai 1825 fertiggestellte. Es ist sein Hauptwerk und letztes Bild auf dem Gebiet der Tafelmalerei. Seit 1945 ist das Werk als Kriegsverlust verschollen. Das heute in der Berliner Alten Nationalgalerie gezeigte Bild ist eine Kopie von August Wilhelm Julius Ahlborn aus dem Jahre 1836.

## Bildinhalt und Interpretation
Das Gemälde ist in der Maltechnik Öl auf Leinwand ausgeführt und weist ein Querformat in den Maßen 94 × 235 cm auf. Es zeigt im Vordergrund den panoramaartigen Ausschnitt einer antiken griechischen Tempelbaustelle. Arbeiter in antik idealisierter und heroischer Nacktheit sind dabei, einen künstlerisch bearbeiteten Marmorblock aus der rechts befindlichen Bildhauerwerkstatt zur vorgesehenen Stelle zu transportieren und so den an den Parthenon erinnernden Tempelfries zu vervollständigen. In diesem Bild ist nicht, wie sonst bei Schinkel üblich, der weite Blick in die Ferne der Landschaft auf ein imaginäres Ziel wichtig, sondern die Bauarbeiten im Vordergrund des Bildes. Im Hintergrund ist eine planmäßig angelegte antike Stadt und das Meer zu sehen. Auf der Straße links im Bild ist gerade eine größere bewaffnete Schar von Soldaten eingetroffen. Am linken unteren Bildrand, rechts neben der Signatur Ahlborn nach Schinkel. 1836., befindet sich eine in den Marmor der Ante des Tempels gemeißelte Inschrift mit einem Loblied auf die Göttin der Tugend, Arete, das Aristoteles zugeschrieben wird, und sich auf die Tugenden des Kampfes und des Heldentodes bezieht. Die Inschrift, die schon Diogenes Laertios 5.1.7 als Brief des Aristoteles überliefert, lautet:
ἀρετά, πολύμοχθε γένει βροτείῳ,

θήραμα κάλλιστον βίῳ,

σᾶς πέρι, παρθένε, μορφᾶς

καὶ θανεῖν ζαλωτὸς ἐν Ἑλλάδι πότμος

καὶ πόνους τλῆναι μαλεροὺς ἀκάμαντας:

τοῖον ἐπὶ φρένα βάλλεις

κάρτος ἀθάνατον χρυσοῦ τε κρεῖσσον

καὶ γονέων μαλακαυγήτοιό θ᾽ ὕπνου.
In der dichterischen Übersetzung von Christian zu Stolberg-Stolberg lautet der Text:
Kampferfochtene Tugend,

Des menschlichen Geschlechts

Edelste Sehnsucht!

Für dich, o göttliche Jungfrau,

Starben Griechenlands Jünglinge den Heldentod,

Für dich duldeten sie froh

Brennender Wunden Qual und der Arbeit Last.

Unvergänglicher Früchte Samen, deine Liebe

Streuest in die Herzen der Menschen du!

Duftend blüht empor, und gewährt

Bessere Freuden als Gold, und der Ahnen Stolz,

Süßere als des Pilgers Labsal, der kühle Schlummer.
Durch diese Inschrift kann das Bauwerk als Tempel der Tugend (Arete) aufgefasst werden. Schinkel erweckt damit bei den zeitgenössischen Betrachtern jener romantischen Epoche des 19. Jahrhunderts einerseits Assoziationen an die Griechische Revolution (1821–1829) gegen die Herrschaft der Türken, aber vor allem an die vergangenen Befreiungskriege Preußens gegen Napoleon. Der Maler verwendet in diesem Werk die Metapher des Bauens und Vollendens als Grundlage und erreicht so einen programmatischen Charakter, der das Werk zu einem sogenannten Bildungsbild macht. Das Bild soll dem Betrachter auf diese Weise den Aufbau Berlins als eine auf antike Werte bezogene Metropole erläutern. Im Gegensatz zur bis dahin üblichen Malerei, die vorwiegend antike Ruinen und Verfall zeigt, und somit beim Betrachter melancholische Gefühle hervorruft, präsentiert Schinkel in seinem Werk einen heiteren Eindruck und Lebensfrische.
Genau im Mittelpunkt des Bildes befindet sich eine Stufenpyramide, die eine Erinnerung an Schinkels Lehrmeister Friedrich Gilly darstellt. Gilly war ein Vertreter der sogenannten französischen Revolutionsarchitektur, die in ihren geometrischen Formen auch auf Schinkel abfärbte. Links in der Stadt ist eine weitere Pyramide erkennbar. Darüber hinaus ist ein Bezug zu seinem 1815 entstandenen Bühnenbild zu Wolfgang Amadeus Mozarts Oper Die Zauberflöte (Premiere am 16. Januar 1816 im königlichen Opernhaus) festzustellen, die aufgrund ihres freimaurerischen Librettos ein ägyptisierendes Dekor erforderte. Freimaurerische Anspielungen und Symbole finden sich in Schinkels Bild im Vordergrund an der Tempelbaustelle, die ein Symbol für das Bauen des Tempels darstellt. Nicht der fertige Tempel wird im Freimaurerritual behandelt, sondern dessen prozesshafter Bau.
Im Mittelgrund des Werkes befindet sich im linken Drittel vor einer mächtigen Baumkulisse und bereits im Schatten der sinkenden Sonne, ein denkmalartiger Rundbau, ein kleiner Tempel mit Sitzfigur und in der Mitte eine Rundbank mit Springbrunnen, die eine Anlehnung an die Kupferstiche der englischen Archäologen James Stuart und Nicholas Revett in ihrem Werk Antiquities of Athens, London 1762–1794, sind und Gebäude auf der Athener Akropolis abbilden. Der Kunsthistoriker und Direktor der Nationalgalerie Paul Ortwin Rave vermutet eine Verschmelzung der Korenhalle vom Erechtheion mit dem Athener Odeion. Den kleinen Tempel rechts daneben mit der sitzenden Figur an der Spitze des Daches identifiziert er als Monument des Thrasyllos, das während der Kämpfe der griechischen Auflehnung gegen die Türken 1826 zerstört wurde, aber von James Stuart und Nicholas Revett noch bildlich dargestellt wurde und Schinkel inspirierte. Die Rundbank dazwischen ist der Exedra am Grabmal der Priesterin Mammia in Pompeji nachempfunden und mit einem Springbrunnen versehen worden.
Die perspektivische Bildkonstruktion zielt auf einen Fluchtpunkt genau zwischen dem ersten und zweiten linken Fünftel des Gemäldes knapp oberhalb des Stieres, dessen Vorbild als Wahrzeichen des Gräberfeldes Kerameikos in Athen gilt. Alle Verlängerungen der perspektivischen Verkürzungen zielen auf diesen Punkt und zeigen, dass Schinkel die panoramaartige Proportionen im Verhältnis 2:5 auch zur Komposition seines Bildes genutzt hat und daher eine genaue Rekonstruktion des Tempelgrundrisses erlaubt. Es handelt sich demnach um einen sogenannten Doppel-Ringhallentempel, einen idealisierten zweistöckigen Dipteros, den es aber so in der Praxis nie gegeben hat, und der nach dem römischen Architekten Vitruv zu den Hypäthraltempeln gehören würde, da Schinkel in seinem Bild eine dachlose Architektur im oberen rechten Gebälk darstellt.
Die Vermutung, dass die Bildkomposition im Vordergrund, also der im Bau befindliche Tempel, auf Schinkels 1825 begonnenen Museumsbau am Lustgarten hinweist, wird anhand der spezifischen Säulenoptik und des Blickwinkels deutlich. In seinen Entwurfszeichnungen, fällt der Blick von oben herab, genau wie im Gemälde, das zur gleichen Zeit entstand und keine Basis der Säulen zeigt und so beim Betrachter eine Art Schwindel (Vertigo) hervorruft. Diese innere Perspektive ist nicht neu: Caspar David Friedrichs Bild von den Kreidefelsen auf Rügen hat bereits 1818 eine ähnliche Wirkung entfaltet. Schinkels panoramamäßig lang gestrecktes Bildformat wird zur Rundumsicht, zum geschlossenen Panorama, was sich in der Rotunde seines Berliner Museums widerspiegelt.

## Geschichte und Provenienz
Schinkels Bild gab die Stadt Berlin in Auftrag und schenkte es 1825 der Prinzessin Luise von Preußen anlässlich ihrer Hochzeit mit Prinz Friedrich der Niederlande. 1931 erwarb die Nationalgalerie das Bild aus den Niederlanden und fügte es dem Bestand des alten Schinkelmuseums zu. Erste Kopien fertigten Carl Beckmann und Wilhelm Ahlborn bereits 1826 an. Diese beiden Kopien wie auch das Original sind 1945 zerstört worden. Die zweite Kopie von Ahlborn entstand 1836 im Auftrag von Kronprinz Friedrich Wilhelm IV. für das Schloss Charlottenhof und wurde 1954 aus Privatbesitz von der Nationalgalerie erworben und trägt die Inventarnummer NG 2/54. Dieses Bild ist keine exakte Kopie des Schinkelschen Originals. So lässt sie beispielsweise einen der beiden Arbeiter, die sich direkt über der griechischen Inschrift befinden, weg. Helmut Börsch-Supan führt weitere Kopien der Blüte auf:
- 1826 A. W. J. Ahlborn, für einen Major Paalzow (zeitweiliger Ehemann von Henriette Paalzow)
- 1826 Carl Beckmann, für den Kronprinzen Friedrich Wilhelm IV.
- 1836 fertigte Ahlborn eine weitere Kopie für einen unbekannten Auftraggeber an (hingegen wird auf der Internetseite Schinkelzeit beschrieben, dass diese Kopie Ahlborns vom Kronprinzen für Schloss Charlottenhof in Auftrag gegeben wurde[12])
- in Berliner Privatbesitz befindet sich eine undatierte Teilkopie
- 1846 erschien ein Stahlstich von Wilhelm Witthöft im Format 31,7 × 77,5 cm für den Verein der Kunstfreunde im preußischen Staate

Ein direkter Vergleich zwischen dem Original und den Kopien ist nicht mehr möglich, nur noch der zwischen Witthöfts Stahlstich, der als Auflage das Bild einem größeren Publikum bekannt machte, und der Kopie von Ahlborn aus dem Jahre 1836.

## Rezension
Schinkels Zeitgenossen waren voller Begeisterung für das Bild, sie haben, wie Helmut Börsch-Supan schreibt, den Rang dieses Kunstwerkes erkannt. So schrieb Bettina von Arnim am 24. Mai 1825 an ihren Mann: Schinkels Landschaft […] war ein paar Tage zu sehen; sie hat allgemeines Entzücken erregt, die Erfindung ist neu und ganz dem Baumeister angemessen. […] märchenhaft und lieblich komponiert. […]. Wer diese Landschaft gesehen, war erstaunt, und ich möchte beinahe sagen, daß sie ihm mehr Ruhm einbringen wird als seine Gebäude. Schinkel selbst schreibt über sein Bild: Landschaftliche Ansichten gewähren ein besonderes Interesse, wenn man Spuren menschlichen Daseins darinnen wahrnimmt. […] weil der Mensch das am liebsten erfahren will, wie sichseinesgleichen der Natur bemächtigt, darinnen gelebt und ihre Schönheit genossen haben […].
Ein ähnliches Thema wählte Max Klinger 1909 mit dem Gemälde Die Blüte Griechenlands.